# 隠公 (魯)
隠公（いんこう）は、魯の第14代君主。名は息姑。恵公の子で、『春秋左氏伝』の記載によると、生母は声子。

## 生涯
恵公が死去すると、恵公の嫡子の姫允（後の桓公）はまだ年が幼かったため、魯の国人たちは庶長子の姫息姑を立てて摂政させ、君主の事務を代行させた。在位11年。隠公は自らを桓公が成長するまでの代行と位置づけて逸脱しなかった。公子翬が桓公を弑しようと提案したとき、これを聞いた隠公は断固としてこれを拒絶した。結果として隠公は公子翬にそむかれて弑された。
隠公が君主を代行していた期間、魯の国力は比較的強かった。隠公は棠の地で魚を見物して礼に合致していないと批判された事件を除くと、行政や軍事の処理は比較的慎重で公正であり、隣国とも修好につとめて、周囲の滕や薛といった小国は魯の国都に朝拝してきた。鄭や斉といった強国ともまた友好関係を結んだ。

## 家庭
父：
- 恵公姫弗湟

母：
- 声子（中国語版）

弟妹：
- 桓公姫允
- 姫尾（中国語版）（字は施父）
- 紀伯姫
- 紀叔姫

## 紀年
| 魯隠公 | 元年    | 2年     | 3年     | 4年     | 5年     | 6年     | 7年     | 8年     | 9年     | 10年    |
| ------ | ------- | ------- | ------- | ------- | ------- | ------- | ------- | ------- | ------- | ------- |
| 西暦   | 前722年 | 前721年 | 前720年 | 前719年 | 前718年 | 前717年 | 前716年 | 前715年 | 前714年 | 前713年 |
| 干支   | 己未    | 庚申    | 辛酉    | 壬戌    | 癸亥    | 甲子    | 乙丑    | 丙寅    | 丁卯    | 戊辰    |
| 魯隠公 | 11年    |         |         |         |         |         |         |         |         |         |
| 西暦   | 前712年 |         |         |         |         |         |         |         |         |         |
| 干支   | 己巳    |         |         |         |         |         |         |         |         |         |